# Microsema attenuata
Microsema attenuata là một loài bướm đêm trong họ Geometridae.